# Allinges
Allinges, que l'on retrouve encore parfois sous la forme ancienne Les Allinges, est une commune française située dans le département de la Haute-Savoie, en région Auvergne-Rhône-Alpes.

## Géographie
La commune est située dans le Chablais savoyard aux abords du lac Léman, à proximité de Thonon-les-Bains.

### Écarts et lieux-dits
- Commelinges ;
- Mésinges ;
- Noyer ;
- Les Bougeries ;
- Château-Vieux ;
- Château-Neuf ;
- La Chavanne ;
- Les Fleysets ;
- Macheron

## Urbanisme

### Typologie
Au 1er janvier 2024, Allinges est catégorisée ceinture urbaine, selon la nouvelle grille communale de densité à sept niveaux définie par l'Insee en 2022.
Elle appartient à l'unité urbaine de Thonon-les-Bains, une agglomération intra-départementale regroupant treize  communes, dont elle est une commune de la banlieue,,. Par ailleurs la commune fait partie de l'aire d'attraction de Genève - Annemasse (partie française), dont elle est une commune de la couronne,. Cette aire, qui regroupe 158 communes, est catégorisée dans les aires de 700 000 habitants ou plus (hors Paris),.

### Occupation des sols
L'occupation des sols de la commune, telle qu'elle ressort de la base de données européenne d’occupation biophysique des sols Corine Land Cover (CLC), est marquée par l'importance des territoires agricoles (44,2 % en 2018), en diminution par rapport à 1990 (45,7 %). La répartition détaillée en 2018 est la suivante : 
forêts (30,4 %), zones agricoles hétérogènes (30 %), zones urbanisées (21,9 %), prairies (13,7 %), zones humides intérieures (3,4 %), terres arables (0,6 %).
L'IGN met par ailleurs à disposition un outil en ligne permettant de comparer l’évolution dans le temps de l’occupation des sols de la commune (ou de territoires à des échelles différentes). Plusieurs époques sont accessibles sous forme de cartes ou photos aériennes : la carte de Cassini (XVIIIe siècle), la carte d'état-major (1820-1866) et la période actuelle (1950 à aujourd'hui).

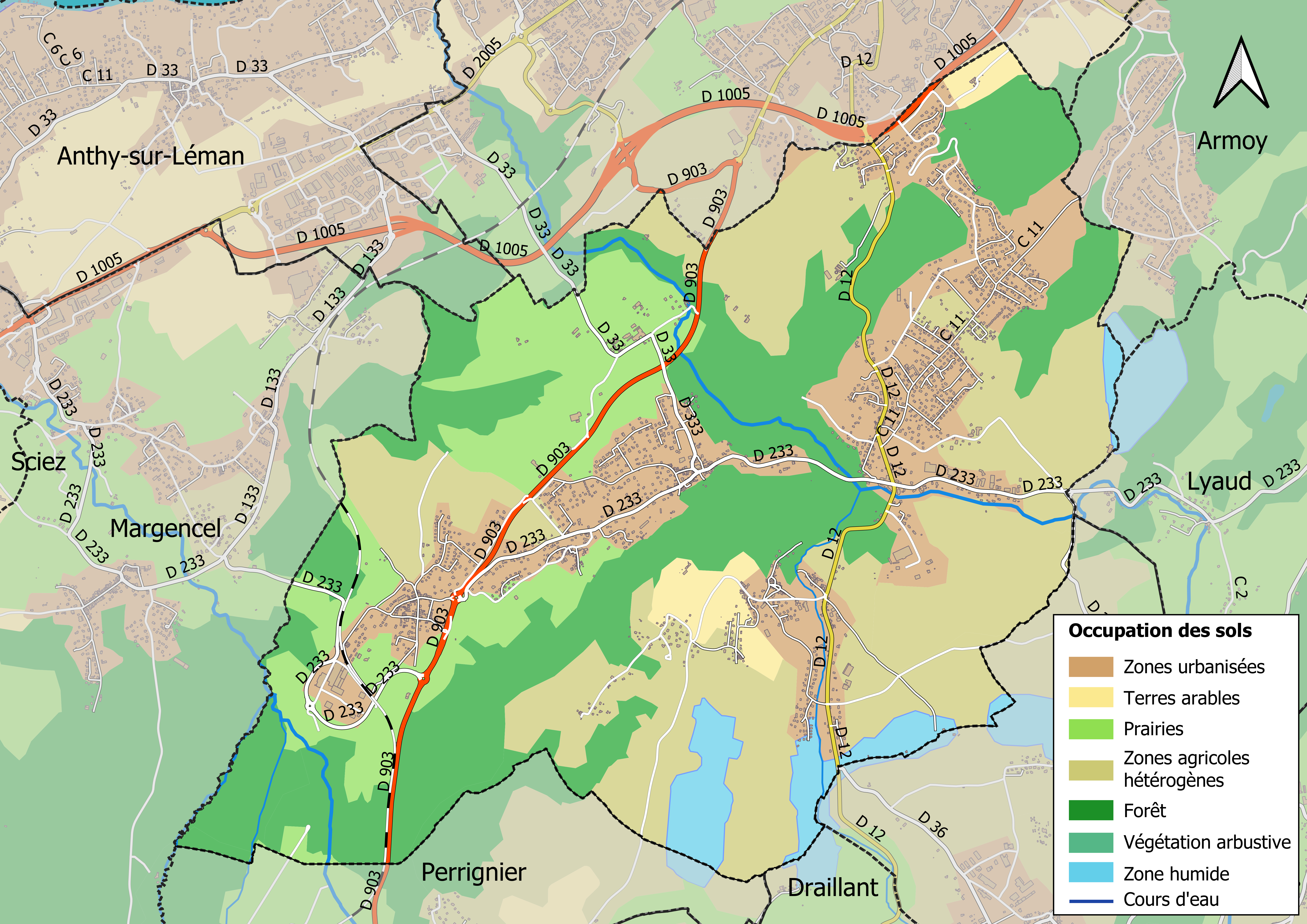
Carte des infrastructures et de l'occupation des sols en 2018 (CLC) de la commune.
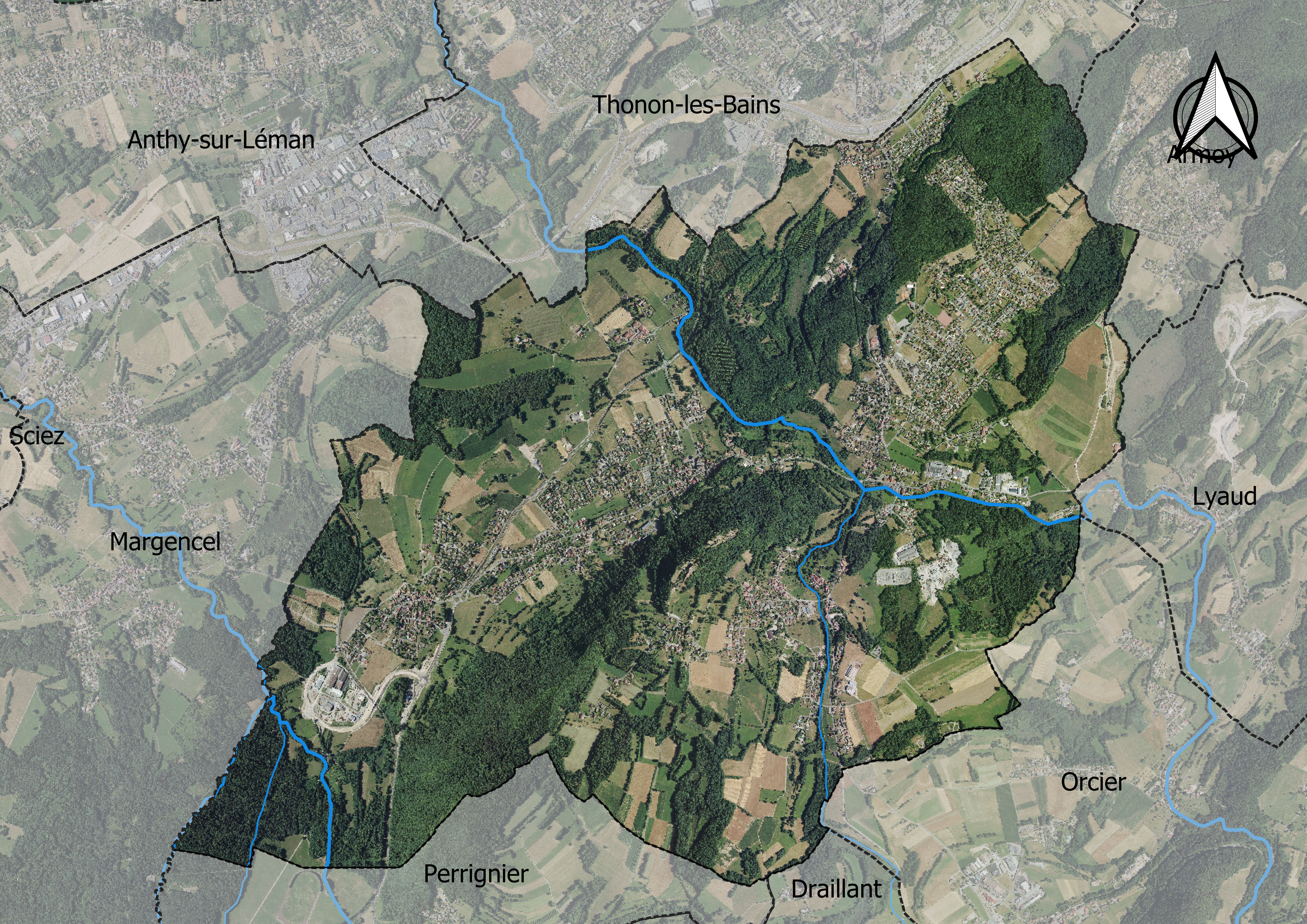
Carte orthophotogrammétrique de la commune.

## Toponymie
Le toponyme Allinges dérive d'un nom d'origine burgonde *Alingum, « chez les Alingi », selon l'auteur Théodore Perrenot,,. Il pourrait s'agir d'un dérivé de la forme familière d'un nom burgonde *alls, germanique *alla, qui signifie « tout, tout à fait ». Certains auteurs observent que le toponyme pourrait également dériver du prénom latin Alanus ou encore de l'ethnonyme Alains, un peuple envahisseur scythique originaire d'Asie, présence en Gaule vers le début du Ve siècle.
La paroisse est mentionnée sous la forme in Alingo entre 979 et 1046,,. Au cours du XIIe siècle, on trouve les formes Alingis (1138-48) ou encore decanatus Allinges (1196), puis Alinco au début du siècle suivant,,. Dans un document de 1210 du Cartulaire de Lausanne, il s'agit à nouveau de la forme Alingis, puis Cura de Alingio vers 1344,. Lors de l'annexion du duché de Savoie par les troupes révolutionnaires françaises, la forme Alinges est utilisée (1793),.
En francoprovençal, le nom de la commune s'écrit Alinzho selon la graphie de Conflans ou encore (Les) Alinjos selon l'ORB.
Les lieux-dits :
- Commelinges :

Nom d'origine burgonde, dérivant probablement de *Gumolingum (Gumoldingum), « chez les Gumoldingum ». Le village est mentionné sous cette forme en 1540.
- Mésinges :

Nom d'origine burgonde, dérivant probablement de *Miesingus, d'un germanique *meusa, musa désignant un lieu marécageux, «où pousse la mousse »,. Le village est mentionné au XIIIe siècle sous les formes Meizinio (1248), Mesingis (1294), Mecingis (1298), puis on trouve Messinge et Mezinges, durant les périodes révolutionnaire et impériale (1793, 1810),.

## Histoire
Un dépôt de fondeur de la phase ancienne du bronze final (1350 à 1200 av. J.-C.) a été découvert en 1984. Il s'agit de fragments d'objets (pendeloques, torques, faucilles, épingle, hache, épée, poignard, lingots) en bronze qui avaient dû être enterrés dans un sac en toile ou en cuir. Ils sont conservés au Musée du Chablais.

### Moyen Âge

#### Châteaux des Allinges
Une première mention du château des Allinges est citée dès 1071, mais il semblerait que les deux châteaux datent de cette période, appartenant chacun à deux branches ennemies de la même famille. Les châteaux sont construits sur un belvédère naturel culminant à 712 mètres d'altitude, ce qui explique l'importance stratégique des lieux durant la période médiévale. La vue se déploie sur la plus grand partie du Chablais et des rives du Léman.
Entre 1123 et 1203, Château-Neuf ne relève plus de la famille d'Allinges, mais celle-ci y possède encore une maison-forte,,.
À partir de 1124, Château-Vieux est inféodé aux sieurs de Faucigny, devenant le centre d'une châtellenie.
Il faut attendre le XIIIe siècle pour que les dénominations Château-Vieux et Château-Neuf fassent leur apparition, le second dépendant désormais des comtes de Savoie. Les conflits sont alors constants entre les deux châteaux séparés par 150 mètres, l'un appartenant aux sires de Faucigny et l'autre à la maison de Savoie. Chaque château disposait de solides fortifications et abritait son propre bourg. La paix est rétablie en 1355 lorsque la baronnie de Faucigny est intégrée aux États de Savoie.
Au fil de l'histoire, les châteaux connaissent plusieurs propriétaires et des guerres entre les catholiques et la réforme genevoise.
Seule construction n'étant pas en ruine, la chapelle est en bon état de conservation et classée en 1907 comme monument historique. On peut y découvrir une fresque datant du XIe siècle.

### Période contemporaine
Lors des débats sur l'avenir du duché de Savoie, en 1860, la population est sensible à l'idée d'une union de la partie nord du duché à la Suisse. Une pétition circule dans cette partie du pays (Chablais, Faucigny, Nord du Genevois) et réunit plus de 13 600 signatures, dont 186 pour la commune. Le duché est réuni à la suite d'un plébiscite organisé les 22 et 23 avril 1860 où 99,8 % des Savoyards répondent « oui » à la question « La Savoie veut-elle être réunie à la France ? ». Dans un certain nombre de communes, les bulletins “non” étaient camouflés ou oubliés.
Le 2 juin 2008, un TER percute un autocar scolaire transportant des élèves du collège de Margencel, sur un passage à niveau du hameau de Mésinges. Sept mineurs, âgés entre onze et treize ans, y trouvent la mort. Le 6 mars 2014, Réseau ferré de France annonce que le passage à niveau va être rénové, à cause de défauts du platelage, durant le mois d'avril 2014. Après la mise en service d'un contournement par le sud, comprenant un pont-route au-dessus de la voie ferrée, le passage à niveau est supprimé en novembre 2015, cependant qu'une stèle en mémoire des victimes est inaugurée sur les lieux de l'accident.

## Politique et administration

### Situation administrative
Allinges appartient au canton de Thonon-les-Bains, qui compte selon le redécoupage cantonal de 2014 12 communes. Avant ce redécoupage, elle appartenait au canton de Thonon-les-Bains-Ouest, créé en 1995 des suites de la scission de l'ancien canton de Thonon-les-Bains.
Elle forme avec sept autres communes la communauté de communes des collines du Léman (CCCL).
Allinges relève de l'arrondissement de Thonon-les-Bains et de la cinquième circonscription de la Haute-Savoie, dont le député est Marc Francina (UMP) depuis les élections de 2012
Rattachée à Thonon agglomération depuis janvier 2017
Députée: Marion Lenne LREM

### Liste des maires
| Période                                  | Période                     | Identité            | Étiquette | Qualité |
| ---------------------------------------- | --------------------------- | ------------------- | --------- | ------- |
| Les données manquantes sont à compléter. |                             |                     |           |         |
| mars 1959                                | mars 1977                   | Jacques Berthet     |           |         |
| mars 1977                                | mars 1983                   | Aimée Charvier      | UDF-CDS   |         |
| mars 1983                                | juin 1995                   | Gérard Duvaut       | DVD       |         |
| juin 1995                                | mars 2014                   | Jean-Pierre Fillion | DVD       |         |
| mars 2014                                | En cours (au 30 avril 2014) | François Deville    | DVD       |         |

## Population et société
Les habitants de la commune sont appelés les Allingeois,.

### Démographie
L'évolution du nombre d'habitants est connue à travers les recensements de la population effectués dans la commune depuis 1793. Pour les communes de moins de 10 000 habitants, une enquête de recensement portant sur toute la population est réalisée tous les cinq ans, les populations de référence des années intermédiaires étant quant à elles estimées par interpolation ou extrapolation. Pour la commune, le premier recensement exhaustif entrant dans le cadre du nouveau dispositif a été réalisé en 2006.

En 2022, la commune comptait 4 938 habitants, en évolution de +11,39 % par rapport à 2016 (Haute-Savoie : +6,01 %, France hors Mayotte : +2,11 %).
| 1793 | 1800 | 1806 | 1822 | 1838 | 1848  | 1858  | 1861  | 1866  |
| ---- | ---- | ---- | ---- | ---- | ----- | ----- | ----- | ----- |
| 496  | 537  | 542  | 878  | 949  | 1 057 | 1 104 | 1 070 | 1 038 |

| 1872  | 1876  | 1881  | 1886  | 1891  | 1896  | 1901  | 1906 | 1911  |
| ----- | ----- | ----- | ----- | ----- | ----- | ----- | ---- | ----- |
| 1 030 | 1 082 | 1 044 | 1 085 | 1 042 | 1 030 | 1 003 | 986  | 1 007 |

| 1921 | 1926 | 1931 | 1936 | 1946 | 1954 | 1962 | 1968  | 1975  |
| ---- | ---- | ---- | ---- | ---- | ---- | ---- | ----- | ----- |
| 878  | 932  | 877  | 900  | 913  | 885  | 903  | 1 115 | 1 576 |

| 1982  | 1990  | 1999  | 2006  | 2011  | 2016  | 2021  | 2022  | - |
| ----- | ----- | ----- | ----- | ----- | ----- | ----- | ----- | - |
| 2 098 | 2 627 | 3 021 | 3 472 | 4 092 | 4 433 | 4 853 | 4 938 | - |

### Enseignement
La commune d'Allinges est située dans l'académie de Grenoble. En 2015, elle administre une école maternelle et une école élémentaire « Joseph Dessaix » regroupant 437 élèves. En janvier 2022, une deuxième école maternelle et élémentaire « l'aérospatiale » ouvre afin d'alléger l'école de la chavanne et accueille 40 pour cent de ses anciens élèves.

### Manifestations culturelles et festivités
La 9e édition de la fête du Fromage a eu lieu en août 2008.

## Économie

### Tourisme
En 2014, la capacité d'accueil de la station, estimée par l'organisme Savoie Mont Blanc, est de 15 931 lits touristiques répartis dans 2 728 structures. Les hébergements se répartissent comme suit : 18 meublés ; un centre ou Village de vacances/auberge de jeunesse et un refuge ou gîte d'étape.

## Culture locale et patrimoine

### Lieux et monuments
- L'église Notre-Dame-de-l'Assomption d'Allinges.

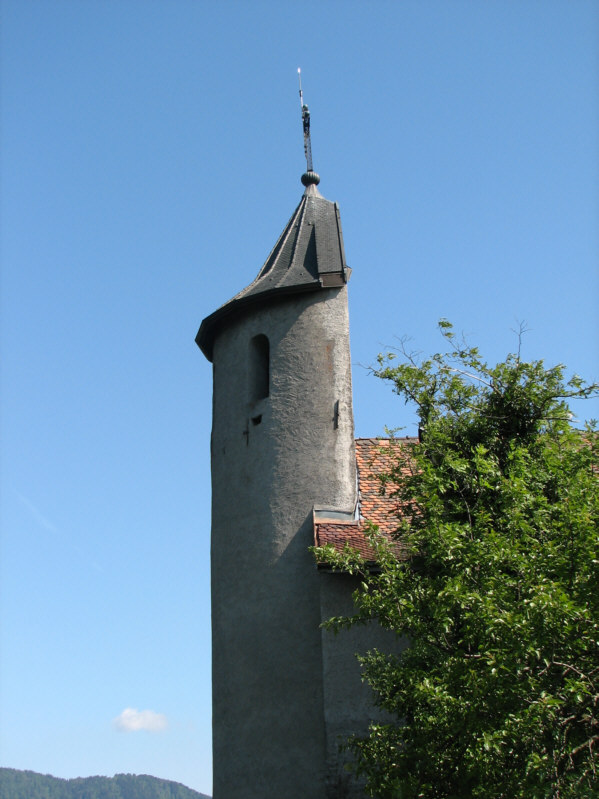
Demi-clocher de la chapelle.

- Le bloc erratique sculpté : cette gravure rupestre a été classée monument historique par arrêté du 28 janvier 1907[37].
- Château-Vieux.
- Château-Neuf et sa chapelle romane avec fresque du XIe siècle (monument classé au titre des Monuments historiques).
- La « pierre du Diable » surnommée aussi « la pierre à Passet » au hameau du Châteauvieux.
- Château de Chignans.

### Personnalités liées à la commune
- Maison d'Allinges.
- Commune de naissance de Joseph Dessaix né à La Chavanne le 7 mai 1817, auteur savoyard et créateur du Chant des Allobroges.
- Henri Capitant, décédé aux Allinges, juriste français, agrégé de droit, professeur de droit privé.
- Charles Bouvet-Bionda (1918-2005), athlète olympique, y est né.

### Héraldique
| Armes d'Allinges | Les armes d'Allinges se blasonnent ainsi : De gueules, à la croix d'or. Les armes de la commune reprennent ceux de la famille d'Allinges,. |